# 特斯施托克山
47°18′22″N 8°57′54″E / 47.30615°N 8.96504°E

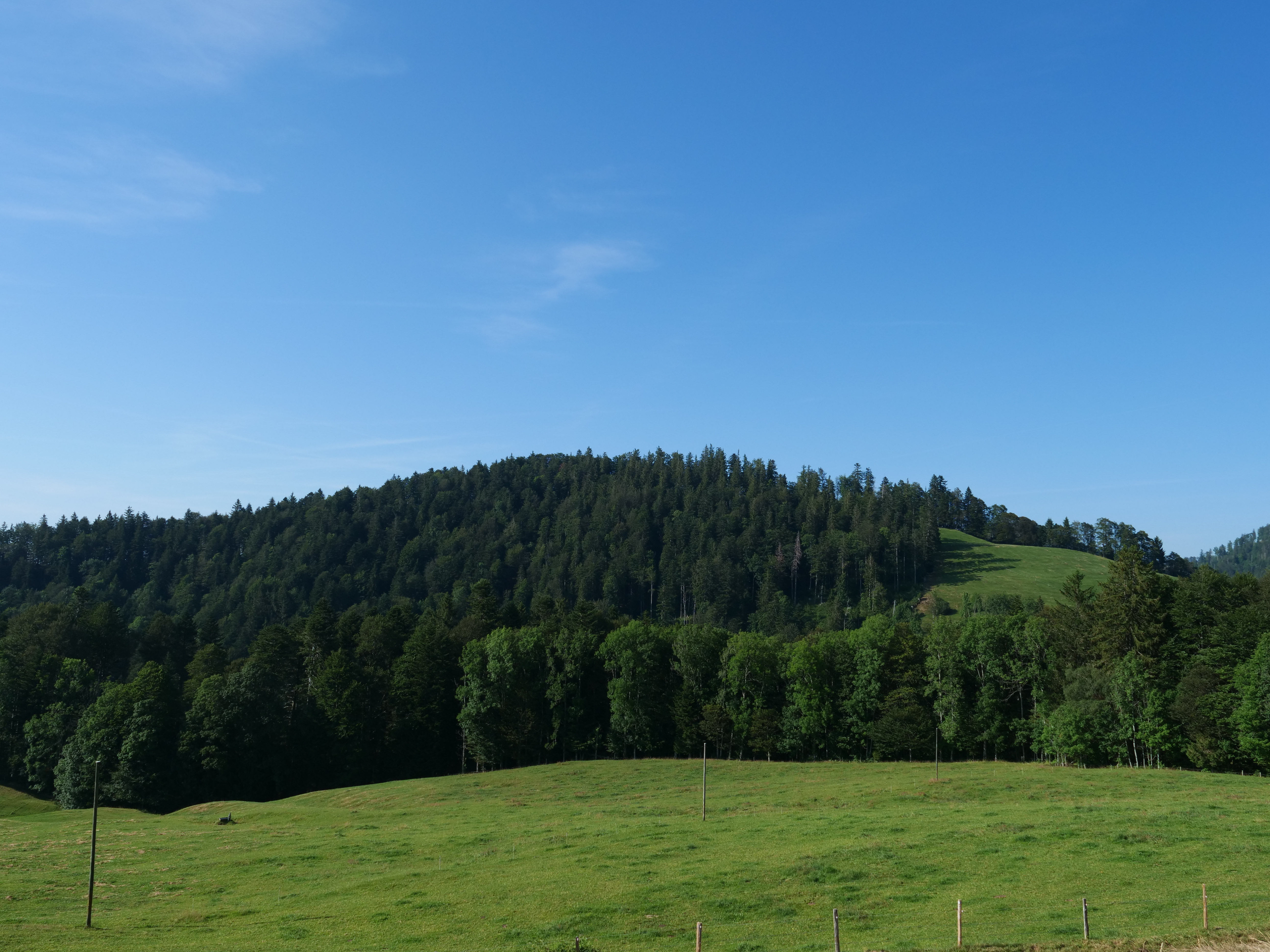

特斯施托克山（Tössstock），是瑞士的山峰，位於該國北部，處於蘇黎世州和聖加侖州接壤的邊界，距離赫希漢德山0.7公里，該山峰海拔高度1,154米。